# Rio do Fogo
Rio do Fogo là một đô thị thuộc bang Rio Grande do Norte, Brasil. Đô thị này có diện tích 150,282 km², dân số năm 2007 là 10447 người, mật độ 69,5 người/km².